# John Sturgeon
Pour les articles homonymes, voir Sturgeon.
John Sturgeon est un acteur américain du muet.

## Filmographie partielle
- 1912 : Children Who Labor d'Ashley Miller
- 1913 : At Bear Track Gulch de Harold M. Shaw
- 1914 : One Touch of Nature d'Ashley Miller
- 1914 : The Adventure of the Wrong Santa Claus de Charles M. Seay